# فرقه رینزای

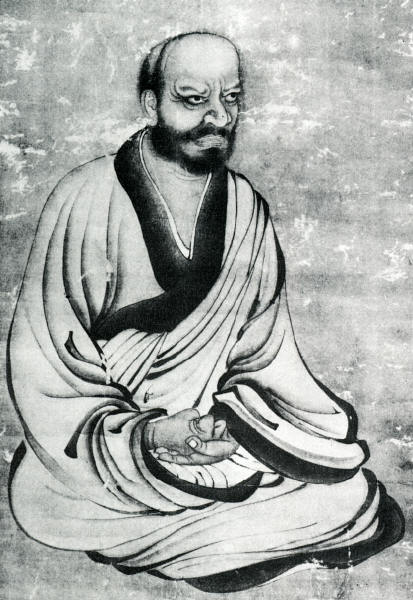

رینزای-ذن (臨済宗؛ ژاپنی: Rinzai-shū، چینی: 临济宗 línjì zōng) یکی از سه فرقه ذن، بودیسم ژاپنی است. دو فرقه دیگر سوتو و اوباکو نام دارند.